# Droga ekspresowa S12 (Polska)
Droga ekspresowa S12 – planowana droga ekspresowa łącząca Autostradę Bursztynową pod Piotrkowem Trybunalskim z Dorohuskiem na granicy z Ukrainą o długości ok. 315 km. Końcowy odcinek trasy od Lublina do granicy będzie fragmentem trasy europejskiej E373.
Łącznie z drogą ekspresową S17 na wspólnym odcinku pomiędzy Kurowem a Piaskami tworzy główną oś transportową województwa lubelskiego.

## Istniejące odcinki

### KurówZach. –LublinSławinek
Odcinek o długości 32,4 km; posiada część wspólną z drogą S17. Podzielony na etapy:
- Kurów Zach. – Jastków o długości 24,7 km otwarty 28 maja 2013,
- Jastków – Lublin Sławinek o długości 7,7 km; otwarty 25 września 2014 wraz z odcinkiem miejskim tworzącym nowy wjazd do Lublina,

### Obwodnica Lublina
Odcinek o długości 23 km, podzielony na etapy:
- Lublin Sławinek – Lublin Rudnik (10,2 km; północna obwodnica Lublina, odcinek wspólny z S17 i S19), otwarty 31 października 2014,
- Lublin Rudnik – Felin (12,8 km; wschodnia obwodnica Lublina, odcinek wspólny z S17), otwarty 15 października 2014,

### LublinFelin–PiaskiWsch.
Odcinek o długości 18,0 km; posiada część wspólną z drogą S17. Podzielony na etapy:
- Lublin Felin – Piaski Zach. o długości 13,8 km oddany do ruchu 21 grudnia 2012, jako droga ekspresowa 11 lipca 2013,
- obwodnica Piask (Piaski Zach. – Piaski Wsch.) o długości 4,2 km; otwarta 11 października 2004, jako droga ekspresowa 11 lipca 2013.

### Obwodnica Puław
- I etap obwodnicy Puław (wraz z mostem na Wiśle) o długości 12,7 km (4,1 km w standardzie drogi dwujezdniowej, 8,6 km jako droga jezdnojezdniowa), otwarty 11 lipca 2008,
- II etap – łączący węzeł Puławy Azoty z S17 (węzeł Kurów Zachód) – o długości 11,8 km; 30 grudnia 2014 w lubelskim oddziale GDDKiA podpisano umowę w trybie „projektuj i buduj” na dokończenie budowy obwodnicy Puław. Umowa o wartości 233 082 003,72 zł przewidywała 34 miesiące na zaprojektowanie i budowę oraz 10 lat gwarancji na wykonane prace. Wykonawca inwestycji w trybie projektuj i buduj opracował dokumentację projektową niezbędną do uzyskania stosownych decyzji administracyjnych i wykonania robót budowlanych oraz wykonał prace w terenie. Termin 34 miesięcy na realizację nie obejmował przerw w okresie zimowym (od 15 grudnia do 15 marca, uwzględnianie tylko po rozpoczęciu prac w terenie). W ramach budowy dojazdu od węzła Kurów Zachód do mostu w Puławach o łącznej długości ok. 11,8 km została dobudowana druga jezdnia do istniejącej (na odcinku ok. 1,3 km) wraz z wiaduktem nad linią kolejową oraz odcinek nowej trasy (ok. 10,5 km). Powstały m.in.: dwa węzły, dwa skrzyżowania na prawe skręty (wjazd/zjazd na/z drogę ekspresową), cztery wiadukty drogowe, trzy mosty w ciągu drogi ekspresowej, przejścia dla zwierząt oraz drogi dojazdowe dla obsługi ruchu lokalnego[3]. Odcinek otworzono 22 sierpnia 2018[4].

## Odcinki w budowie

### Piaski – Pełczyn
długość: 9,8 km. Przetarg ogłoszono we wrześniu 2022 r.. Kontrakt na projekt i budowę tego odcinka podpisano 26 maja 2023 r. Koszt budowy wyniesie 357,9 mln zł.

### Chojno Nowe (w. Dorohucza) – Chełm
długość: 22,4 km. Przetarg ogłoszono we wrześniu 2022 r.. Kontrakt na projekt i budowę tego odcinka podpisano 19 czerwca 2023 r. Koszt budowy wyniesie 760 mln zł.. 22 kwietnia 2024 r. złożono wniosek o wydanie decyzji ZRID.

### Obwodnica Chełma
Długość: 14 km. Przetarg ogłoszono 12 grudnia 2020 r. 14 czerwca 2021 r. podpisano umowę z wykonawcą na projekt i budowę odcinka. W kwietniu 2022 r. złożono wniosek ZRiD, który został zatwierdzony w maju 2023 r. przez Wojewodę Lubelskiego. Planowany termin zakończenia prac to kwiecień 2025 r.

### Chełm – Dorohusk
długość: 23 km. Przetarg ogłoszono we wrześniu 2022 r. Kontrakt na projekt i budowę tego odcinka podpisano 26 maja 2023 r. Koszt budowy wyniesie 1 mld zł.

## Odcinki na etapie przetargu

### granica woj. łódzkiego i mazow. – Przysucha
długość: 14,4 km. Przetarg ogłoszono 1 września 2023 r.

### Przysucha – Wieniawa
długość: 14,7 km. Przetarg ogłoszono 1 września 2023 r.

## Historia budowy

### Kurów Zach. – Jastków
Podczas budowy 24,7 km dwujezdniowego odcinka DK12 i DK17 od węzła Kurów Zach. d. Sielce do Jastkowa d. Bogucin, który oddano do użytku 28 maja 2013, wybudowano wspólny z drogą S17 węzeł drogowy Sielce. Wykonawcą inwestycji była firma Mota-Engil Central Europe S.A.

### Jastków – Lublin Sławinek
Odcinek Jastków d. Bogucin – Lublin Sławinek d. Dąbrowica o długości 7,7 km wraz z połączeniem z al. Solidarności w Lublinie. Otwarcie ofert na budowę tego odcinka nastąpiło 15 marca 2011. Podpisanie umowy przez konsorcjum firm Budimex i Ferrovial Agroman nastąpiło 9 czerwca 2011. Pierwotny termin zakończenia budowy 9 czerwca 2013. Odcinek został otwarty 25 września 2014.

### Lublin Sławinek – Lublin Rudnik
Budowa 10,2 km odcinka wspólnego przebiegu S12, S17 i S19 od węzła Lublin Sławinek (S19 do Rzeszowa) do węzła Lublin Rudnik (zjazd na Lubartów, S19). Odcinek wybudowany przez Dragados w standardzie drogi ekspresowej dwujezdniowej o 3 pasach ruchu w każdym kierunku. Pierwotny termin zakończenia budowy 5 grudnia 2013, później – sierpień 2014, otwarty 31 października 2014.

### Lublin Rudnik – Lublin Felin
Budowa 12,8 km odcinka od węzła Lublin Rudnik (d. Lublin-Lubartów) do węzła Lublin Felin (d. Lublin-Witosa). Odcinek budowany przez Dragados. Pierwotny termin zakończenia budowy 5 grudnia 2013, oddanie do użytku 15 października 2014.

### Lublin Felin – Piaski Zach.

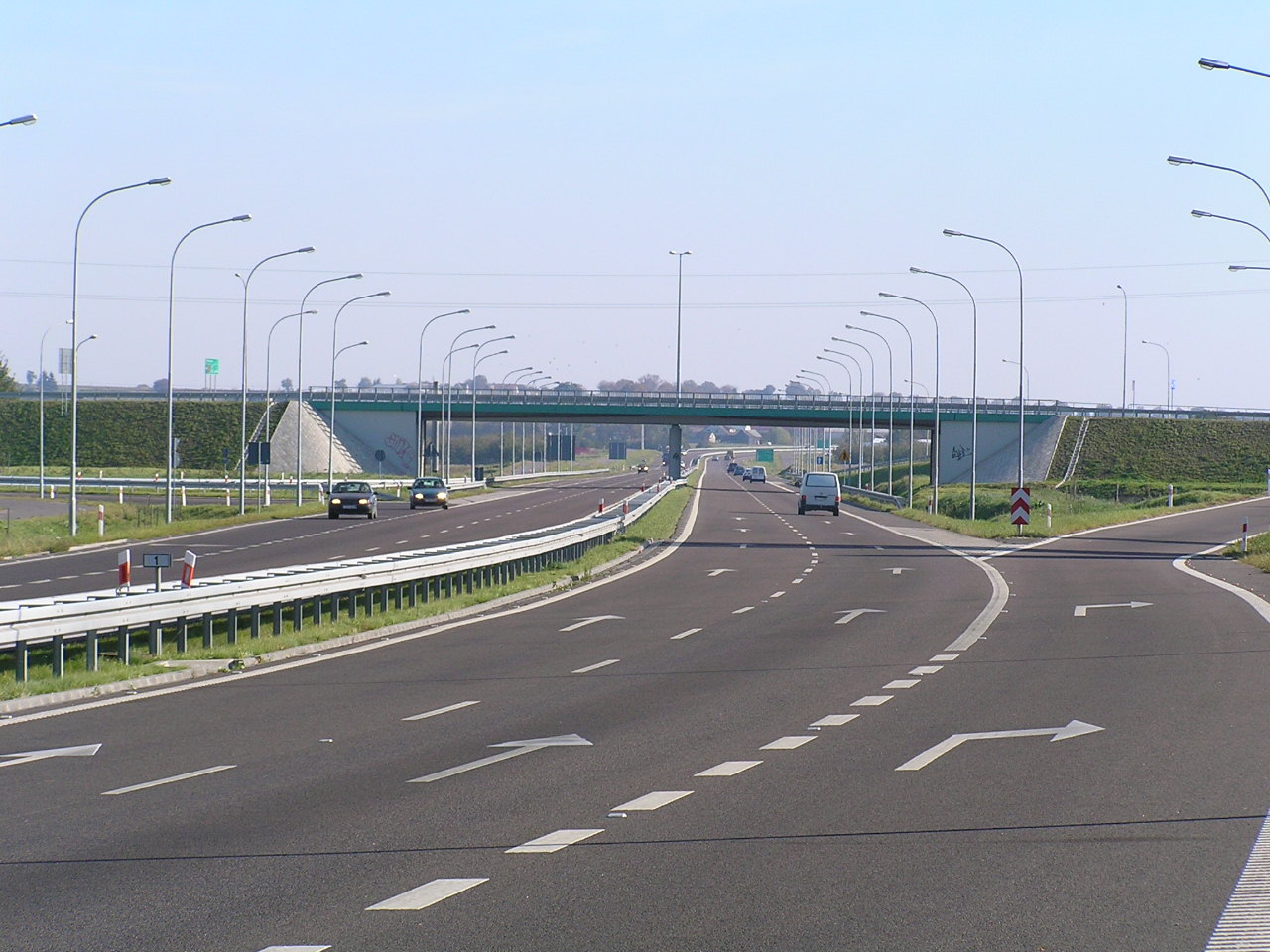
Węzeł „Piaski Zachód”

Przebudowa 13,8 km dwujezdniowego odcinka DK12 i DK17 od węzła Lublin Felin (d. Lublin-Witosa) do Piask. W przetargu na budowę tego odcinka wybrano najtańszą ofertę złożoną przez konsorcjum firm: Budimex (Polska) i Ferrovial Agroman (Hiszpania), w wysokości 460 mln zł. Umowę z wykonawcami podpisano 12 listopada 2010, a prace ruszyły w 2010. Oddanie do ruchu wszystkich węzłów – 21 grudnia 2012, jako droga ekspresowa – 11 lipca 2013.

### II etap Obwodnicy Puław
Odcinek o długości 11,8 km. Wykonawcą było konsorcjum firm: Energopol Szczecin, Przedsiębiorstwo Robót Drogowych Zwoleń. Wartość umowy wyniosła 233,08 mln zł. Podpisanie umowy: 30 grudnia 2014 w trybie „projektuj i buduj”. Rozpoczęcie budowy nastąpiło 31 marca 2016 (wydanie Zezwolenia na Realizację Inwestycji Drogowej), natomiast zakończenie prac było planowane na 30 kwietnia 2018. Termin oddania do użytku z powodu prac archeologicznych przesunięto o sto dni. Ostatecznie odcinek otwarto 22 sierpnia 2018.

## Odcinki planowane
10 kwietnia 2006 w Radomiu samorządowcy województw lubelskiego, łódzkiego i mazowieckiego zawiązali stowarzyszenie na rzecz budowy trasy S12. Tego samego dnia obradująca w Radomiu komisja gospodarki Senatu RP w podjętej uchwale wezwała rząd do szybkiej realizacji arterii.

## Opinie dotyczące przebiegu
Po przesunięciu pierwotnego przebiegu S8 na północ bliżej Łodzi (dzięki czemu trasa ta pełni rolę południowej obwodnicy tego miasta), pojawiły się opinie iż trasę S12 należałoby również przesunąć nieco na północ w jej zachodniej części, tak aby połączyła się z S8/A1 w miejscu dotychczasowego skrzyżowania S8/A1. Zwolennicy tego rozwiązania podnoszą argument, iż takie przesunięcie utworzy korytarz drogowy Niemcy – A4 – Wrocław – okolice Łodzi – Tomaszów Mazowiecki – Radom – Lublin – Chełm – Kijów, będący alternatywą dla A4, która biegnie do Lwowa. Podobną korektę wykonano w przebiegu S10 przesuwając pierwotny przebieg bliżej Płocka.